# Mig Quinet
Pour les articles homonymes, voir Quinet.
Irma Quinet, dite Mig Quinet, née à Ransart le 3 juin 1906 et décédée à Watermael-Boitsfort le 9 mai 2001, est une peintre belge, féministe et avant-gardiste. Figure marquante de l’abstraction lyrique en Belgique, elle est saluée pour son originalité, sa créativité débordante et le caractère précurseur de son œuvre dense, fougueuse et poétique, caractérisée par l'explosion des couleurs et la répétition de gestes lyriques.

## Biographie
Irma Quinet est née à Ransart le 3 juin 1906. Sa famille s'installe à Bruxelles quelques années plus tard, en 1910. En 1922, elle entre à l'Académie des Beaux-Arts de Bruxelles en cours du soir dans la classe de dessin d'Émile Van Damme-Sylva. Elle suit aussi d'autres cours, comme le dessin d'après des copies de pièces antiques et le travail d'après modèle vivant. Elle apprend également la peinture en autodidacte. En 1932, elle obtient un premier prix de paysage dans la classe de peinture de Paul Mathieu puis s'éloigne de l'Académie,.
Durant les années 1920, elle est inspirée par le mouvement moderniste en Belgique. elle entre en contact avec le réseau constitué autour de la revue 7 Arts, suit quelque temps des cours de danse avec Akarova, dessine et conçoit des meubles art déco,. Elle est également en contact avec le mouvement d'avant-garde formé autour du Groupe des Sept (1922-1929), groupe de peintres paysagistes canadiens. Elle s'engage alors dans des compositions caractérisées par le constructivisme qui se répand en Europe et s'exprime en Belgique dans la "Plastique pure",.
Elle travaille au service culturel du Palais des Beaux-Arts de Bruxelles (Belgique) de 1928 à 1931. Elle suit les activités des galeries bruxelloises et y rencontre les fauvistes brabançons. Elle s'intéresse à l'avant-garde et entretient d'excellents rapports avec Akarova et Marcel-Louis Baugniet  ainsi qu'avec les rédacteurs du magazine 7arts.
Par l'intermédiaire du poète Géo Norge, elle rencontre le musicien René De Nobele, qu'elle épouse en 1931. Ensemble, ils ont une fille, Nicole, avant de se séparer en 1935. Mig Quinet garde de cette relation un intérêt pour l'expression picturale de la musique qui est visible dans son travail jusque dans les années 1990 : La petite pianiste (1941), Trio à cordes (1952), ou Chant tricolore (1965) en sont quelques exemples.
Mig Quinet expose ses tableaux à partir de 1936 et jusqu'à la fin de la guerre, à la galerie Manteau à Bruxelles, dans des expositions individuelles et collectives.
À la fin de la Seconde Guerre mondiale, en 1945, elle participe à la fondation du mouvement Jeune Peinture Belge, aux côtés notamment de Gaston Bertrand, Louis Van Lint, Anne Bonnet, Willy Anthoons. Elle figure dans presque toutes les manifestations du groupe, tant en Belgique qu'à l'étranger, notamment à Paris, La Haye, Amsterdam et Stockholm. À Stockholm, elle est victime d’un grave accident de voiture qui la met un temps à l’écart de la scène publique artistique,. Cependant, ses tableaux sont encore présentés dans des expositions de la Jeune peinture belge, à l'initiative de René Lust et Robert L. Delevoy.
De 1953 à 1967, le Palais des Beaux-Arts de Bruxelles organise six expositions personnelles de Mig Quinet, dont le retour sur la scène artistique est salué par la presse. En 1962, une exposition personnelle lui est consacrée au Hessenhuis d'Anvers
En 1988, alors qu'elle a 82 ans, elle a une rétrospective personnelle au Musée d'Ixelles et au Musée de Louvain-la-Neuve. Serge Goyens de Heusch publie une monographie à cette occasion.
Dans les années 1990, Mig Quinet s'installe à Watermael-Boitsfort où elle décède le 9 mai 2001.

## Œuvre artistique
Ses premiers tableaux, sont figuratifs et marqués par le fauvisme, avec des couleurs intenses, se rapprochent de l'œuvre d'Edgard Tytgat, Raoul Dufy et Marc Chagall. Ils représentent une vision parfois irréelle de sujets quotidiens et se caractérisent par des couleurs acidulées originales à l'époque
En 1944, année de la création de la Jeune Peinture Belge, Mig Quinet vit un changement de style. S'éloignant du réel, elle entame sa quête de l'abstraction, s'inspire du cubisme analytique et du fauvisme. Elle réalise en 1944 son premier tableau abstrait, Le carroussel. En 1952, Trio à Cordes dont la trame géométrique donne au spectateur l'impression d'une structure lumineuse en mouvement.
Au début des années 1950, Mig Quinet évolue vers l'abstraction géométrique (1949-1957) et ensuite lyrique (1957-1963) avec une fraîcheur pleine de spontanéité et une palette éclatante où les couleurs explosent. Elle passe aussi, provisoirement, de la peinture à l'huile travaillée au pinceau à des projections de medium liquide, souvent de l'encre de Chine ou, plus tard, des mélanges de différents médiums, sur le papier. Naissent ainsi une série de tableaux sous le signe des intempéries : Turbulence (1957), Giboulée (1959), Crachin (1960) ou encore Nivôse (1962) et Bourrasque (1962) et d'autres comme Aquatile (1958), Nuit d'artifice (1964), Terebinthe (1964) ou Jardin désordonné (1965). Vers 1963, ses œuvres évoluent vers une forme de figuration épurée, sa peinture s’enrichit d’allusions figuratives par l’entremise de collages et de motifs cousus,,,.
Dorénavant elle est exclusivement non-figurative.. Elle resserre sa composition, Arbre (1958), mais rapidement peint de bord à bord, la Neige (1960), la Marine (1962) , et place sur  son informalité des filaments, Terebinthe (1965) ou Grand Beau-temps, (1969). Peintre telluqique, elle glisse vers l'abstraction*, Le Plongeur vert (1960), ou Feu de rivière (1963).
En plus de la peinture, Mig Quinet réalise également des dessins à la plume et à l'encre, moins souvent exposés. Son exploration de la matière picturale la place parmi les représentants de ce qu’on a nommé le « matiérisme belge ». Si l'abstraction domine son dessin, elle mélange parfois les formes et les styles . En 1958, elle réalise pour l’Exposition universelle un collage conçu avec des timbres de l’Exposition 1935,.

## Expositions
- 1938, 1946 : Galerie Manteau, Bruxelles[1]
- 1944, 1948 : Salons Apport, Bruxelles[1]
- 1946 : Jeune peinture belge[1]
- 1947 : Stockholm[1]
- 1962 : Hessenhuis, Anvers[3]
- 1953 à 1967 : six expositions, Palais des Beaux-arts, Bruxelles[2]
- 1988 : Rétrospective, Musée d'Ixelles[1]
- 1998 : Verviers
- 2006 : Mig Quinet, turbulences, Exposition rétrospective à l'occasion du centième anniversaire de sa naissance, Musée des Beaux-Arts de Charleroi[9]
- 2013 : rétrospective, Musée d'Ixelles[8]
- 2016 : Mig Quinet, l'art en liberté de 1930 à 1989, Galerie Lancz, Bruxelles
- 2021 : 
  - accrochage au Musée L de Louvain-la-Neuve à l'occasion des vingt ans de sa disparition[7]
  - Mig Quinet : le papier, travail d'une vie (dessins à l'encre sur papier), Galerie Aliénor Prouvost, Bruxelles[10]

## Citations
- « La peinture c'est pas un art, c'est une démangeaison »
- « Mon premier enthousiasme pour l'abstraction date de l'élan avant-gardiste de la plastique pure des années 20-30, à travers la fréquentation de M.-L. Baugniet (ami de mon mari) et du groupe “7 Arts”. À l'époque de mes débuts je n'ai pas encore l'audace de m'en inspirer. Cette esthétique, avant de tomber dans un triste oubli, a pourtant “meublé” ma jeunesse (allusion aux meubles que j'ai dessinés à l'époque dans ce style) »
- « Dans notre pays, l'abstraction renaîtra après-guerre, au sein du groupe “Apport” et de “La Jeune Peinture Belge”. Cette fois, j'étais du voyage »
- « L'abstraction fut d'abord la traversée du miroir de la figuration : chute de la référence, figure tombée, objet inanimé qui avait donc une âme ... Ensuite, états et mouvements du corps et de l'esprit, y compris mon “parti-pris d'allégresse”, pouvaient se traduire plus librement dans un rythme de lignes, plans, formes, matière, couleur »

## Muséographie
- Verbeke Foundation – Kemzeke
- État belge
- Communauté française de Belgique
- Musées royaux des Beaux-Arts, Bruxelles
- Musée royal des Beaux-Arts d'Anvers
- Musée d'Ixelles
- Musée des Beaux-Arts de Liège
- Musée des Beaux-Arts de Charleroi[11]
- Musée des Beaux-Arts de Mons
- Province de Hainaut
- Musée des Beaux-Arts de Verviers
- Musée de Louvain-la-Neuve
- Musée de l'Université Libre de Bruxelles
- Banque Belfius, Bruxelles
- Fondation pour l'Art belge contemporain, Bruxelles

### Monographies
- Mig Quinet, catalogue d'exposition, Palais des Beaux-Arts, Bruxelles, 1967
- Serge Goyens de Heusch, Mig Quinet, Bruxelles, 1988
- Mig Quinet, l'œil du temps, catalogue exposition – Verviers – 1998
- Mig Quinet – 1906 / 2001 – Turbulences, catalogue exposition Musée des Beaux-Arts – Charleroi - 2006
- Mig Quinet, Abstraction faite, livre réalisé à l'occasion de l'exposition Mig Quinet au Musée d'Ixelles, 2013

### Ouvrages généraux
- Robert-L. Delevoy, La Jeune Peinture belge, Paris-Bruxelles, 1946
- Paul Caso, Un siècle de Peinture wallonne – de Félicien Rops à Paul Delvaux – Rossel – Bruxelles – 1984
- Émile Langui, L'Expressionnisme en Belgique, Bruxelles, 1970
- Philippe Roberts-Jones, La Peinture abstraite en Belgique – 1920-1970, Crédit Communal et Snoeck-Ducaju & Zoon, Bruxelles, 1996
- Sous la direction de Serge Goyens de Heusch, XXe siècle – L'Art en Wallonie – Dexia – La Renaissance du Livre – Bruxelles - Tournai - 2001